# Tề (nhà Hán)

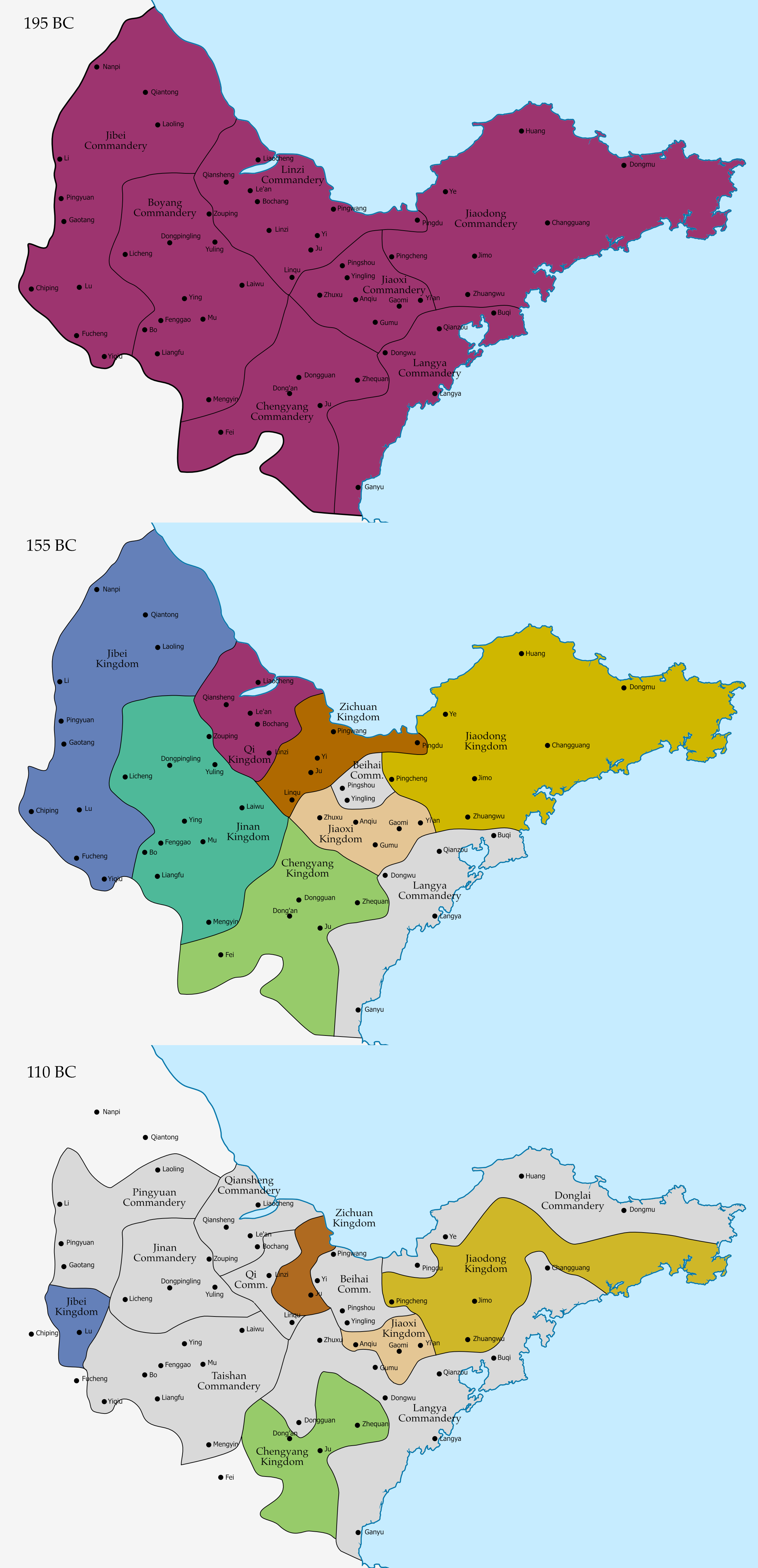
Các nước và quận ở đất Tề, 195 TCN (trên), 155 TCN (giữa) và 110 TCN (dưới).

Nước Tề ( tiếng Trung: 齊國 ) là một vương quốc tồn tại từ thời kỳ Chiến tranh Hán – Sở đến cuối thế kỷ thứ 2 trước Công nguyên, nằm ở vùng Sơn Đông ngày nay và một số khu vực lân cận.

## Lịch sử
Vương quốc được thành lập trên lãnh thổ cũ của nước Tề (thế kỷ 11 trước Công nguyên - 221 trước Công nguyên), một hùng quốc trong thời Chiến Quốc cho đến khi bị nhà Tần sáp nhập. Năm 206 TCN, Hạng Vũ chia đế quốc Tần thành Mười tám nước. Giao Đông, Tề và Tế Bắc được gọi chung là Tam Tề do các nước này nằm trên đất cũ của nước Tề. Vào năm 203 trước Công nguyên, khu vực này đã bị chinh phục bởi Hàn Tín, một đại tướng quân nổi tiếng phục vụ dưới quyền Lưu Bang. Hàn Tín được phong làm "Tề vương" nhưng một thời gian ngắn sau đó lại được phong làm Sở vương.
Vào năm 201 trước Công nguyên, Hán Cao Tổ phong con trai cả Lưu Phi làm Tề vương. Vào thời điểm đó, đất Tề bao gồm bảy quận.
Sau cái chết của Hán Cao Tổ, triều đình nhà Hán do Lã hậu nắm quyền. Vào năm 193 trước Công nguyên, Lưu Phì đã dâng Thành Dương cho Công chúa Nguyên nước Lỗ, con gái của Lã hậu. Vào năm 187 trước Công nguyên, một phần của Tế Nam được tách ra để thành lập nước Lã, do cháu trai của hoàng hậu Lã Đài (呂台) cai trị. Năm 181 trước Công nguyên, Lang Gia cũng bị tách khỏi Tề để thành lập một nước mới do Lưu Trạch (劉澤), cháu rể của hoàng hậu nắm giữ.
Lưu Phì qua đời năm 189 trước Công nguyên và con trai ông là Lưu Tương lên kế vị. Năm 180 trước Công nguyên, Tề tham gia Loạn chư Lã. Sau đó, ba quận Thành Dương, Tế Nam và Lang Gia được trả về nước Tề. Tề truyền lại cho Lưu Trạch (劉則), con trai của Tương, sau cái chết của người này vào năm 179 trước Công nguyên. Anh em của Tương là Chương và Hưng Cư lần lượt nhận Tế Bắc và Thành Dương làm nước riêng của mình. Tế Bắc bị triều đình nhà Hán thu hồi khi Hưng Cư âm mưu nổi dậy vào năm 177 trước Công nguyên.
Trạch qua đời vào năm 165 trước Công nguyên, không có con trai nối dõi. Tề sau đó được chia cho những người con trai còn sống của Phì. Lãnh thổ dưới quyền của Lưu Thương Lư (劉將閭) vẫn giữ tên "Tề", tuy nhiên nó chỉ bao gồm Tề quận. Dòng họ Lưu Thương Lư tiếp tục nắm quyền cho đến năm 126 trước Công nguyên. Vào năm 117 trước Công nguyên, Hán Vũ Đế lấy đất Tề phong cho con trai Lưu Hồng (劉閎), người cũng qua đời mà không có con vào năm 110 trước Công nguyên. Sau đó, nước Tề được đổi thành Tề quận.